# Virtual Boy Wario Land
Virtual Boy Wario Land(Japans: バーチャルボーイワリオランド　アワゾンの秘宝; Bācharu Bōi Wario Rundo Awazon no Hihō) is een computerspel dat werd uitgebracht door Nintendo voor hun onsuccesvolle Virtual Boy in 1995. Het is een platformspel met Wario in de hoofdrol. De game heette oorspronkelijk "Wario Cruise", maar de naam werd uiteindelijk juist voor de release veranderd.

## Gameplay
Virtual Boy Wario Land voor de Virtual Boy lijkt sterk op andere Wario spelletjes. Zoals in Wario Land: Super Mario Land 3, kan Wario verschillende hoeden verzamelen die hem vaardigheden geven. Het verhaal begint wanneer Wario wakker wordt van een dutje in de jungle, hij ziet dan een groep gemaskerde monsters. Hij volgt ze tot in een grot achter een waterval en ontdekt er een grote schat. Wanneer Wario probeert de schat te pakken gaat een valstrik af en hij valt in een groot ondergronds labyrint. De speler moet Wario helpen ontsnappen terwijl hij zo veel mogelijk schatten moet verzamelen.
De Draakhoed laat hem vuur naar zijn vijanden spuwen. De Stierhelm maakt zijn aanval met zijn schouders sterker. De Arendhoed laat Wario vliegen en als je die combineert met de Draakhoed krijg je de Koningdraakhoed wat hem de vaardigheden geeft van alle drie hoeden. In elk level moet Wario schatten verzamelen. Er zijn ook een aantal mini-games waarmee de speler met zijn buit kan gokken.

## Ontvangst
Velen beschouwen dit spel als het beste Virtual Boy spel, hoewel er niet echt veel concurrentie was. 
| Beoordeeld door                      | Jaar | Score |
| ------------------------------------ | ---- | ----- |
| The Video Game Critic                | 2004 | 100%  |
| Pocket Magazine / Pockett Videogames | 2003 | 100%  |
| GamePro (US)                         | 1996 | 100%  |
| Defunct Games                        | 2005 | 97%   |
| Nintendo Life                        | 2009 | 90%   |
| All Game Guide                       | 2007 | 90%   |
| neXGam                               | 2002 | 89%   |
| Digital Press - Classic Video Games  | 2007 | 80%   |
| GameCola.net                         | 2007 | 62%   |